# Páže

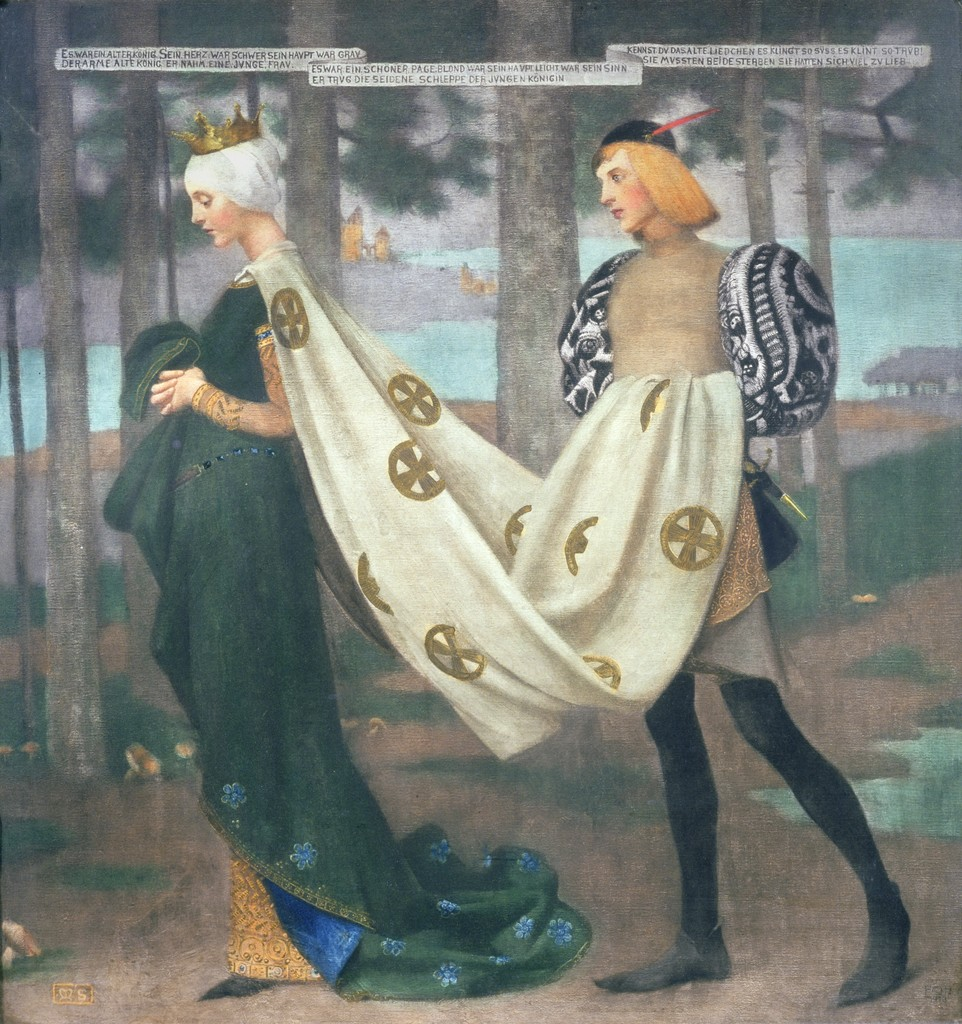
Marianne Stokes: Královna a páže (1896)

Páže (Edelknabe) označuje funkci, později úřad určený pro mladíky ze šlechtických rodů.

## Historie a vývoj úřadu
Původně označoval termín páže chlapce ze šlechtické rodiny, který sloužil v domě některého z významných pánů nebo přímo na panovnickém dvoře a učil se přitom šlechtickým způsobům, etickým hodnotám (být věrný, statečný, štědrý, vybraně se chovat a oblékat, tančit) a zacházet se zbraněmi.
Později (nejpozději od 16. století) ale pážata plnila jen ceremoniální úkoly, které se od 19. století v podstatě omezovaly na účast na významných dvorních slavnostech (zejména na slavnost Božího Těla), pohřbech, udílení nejvyšších dvorských úřadů, předávání kardinálských klobouků, korunovacích či při jmenování abatyší c. k. tereziánského dámského ústavu šlechtičen na Pražském hradě. C. (a) k. pážata podléhala nejvyššímu štolbovi, který také jejich účast na podobných akcích organizoval. Na rozdíl od komořích ale pážata neměla pevně stanovené místo v dvorském hodnostním řádu, protože se jednalo jen o čestný dvorský úřad bez skutečných kompetencí.

## Podmínky nabytí úřadu
Podmínky pro zisk hodnosti byly stejné, jako v případě komořích a jmenování pážetem v podstatě předcházelo udělení tohoto úřadu, kterého bylo možné dosáhnout až ve 24 letech.